# Moineau gris
Passer griseus
Espèce
Statut de conservation UICN

 LC  : Préoccupation mineure
Statut CITES
Le Moineau gris (Passer griseus) est une espèce d'oiseaux de la famille des Passeridae.

## Répartition

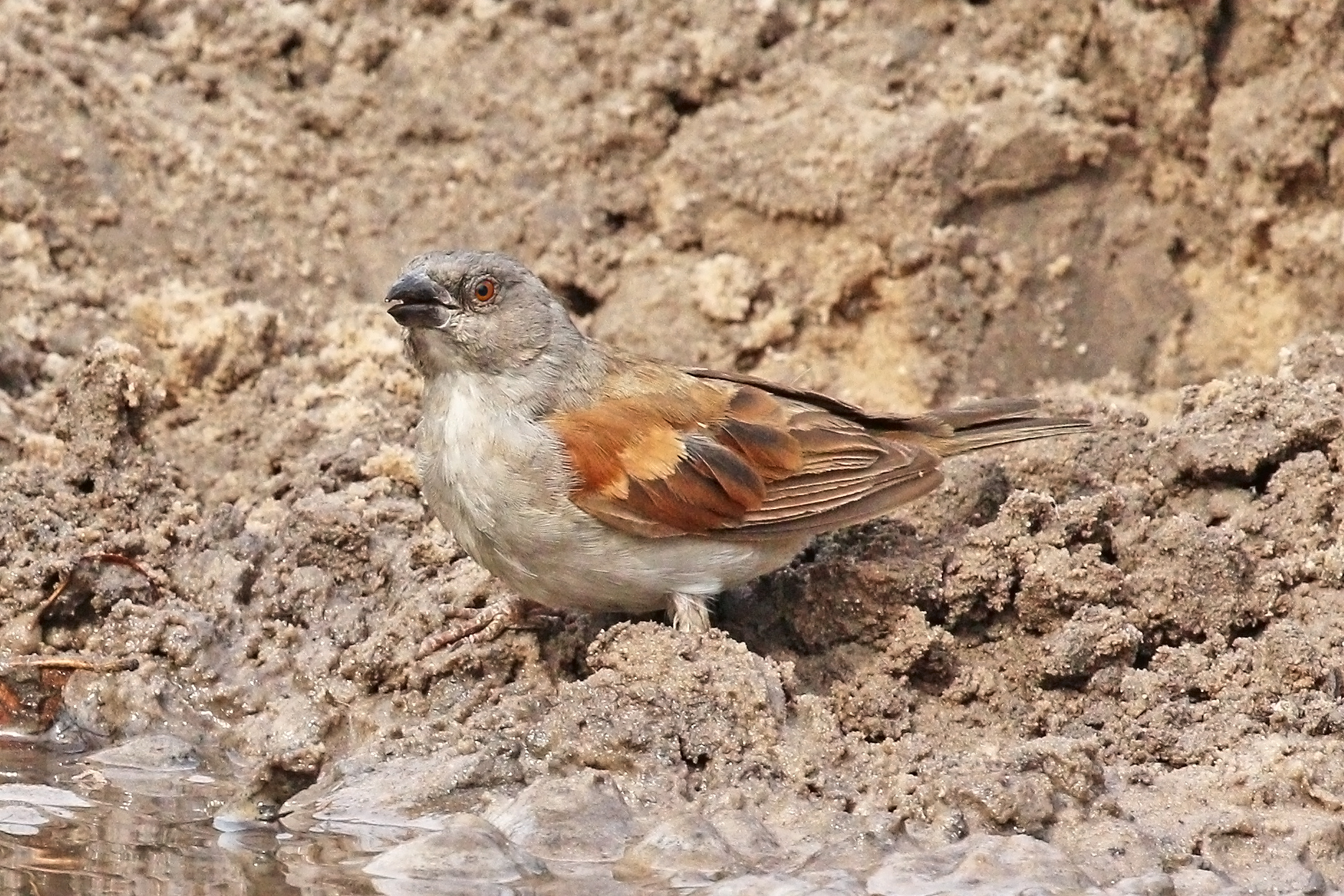
Un moineau gris au Sénégal.

Cet oiseau vit en Afrique tropicale.

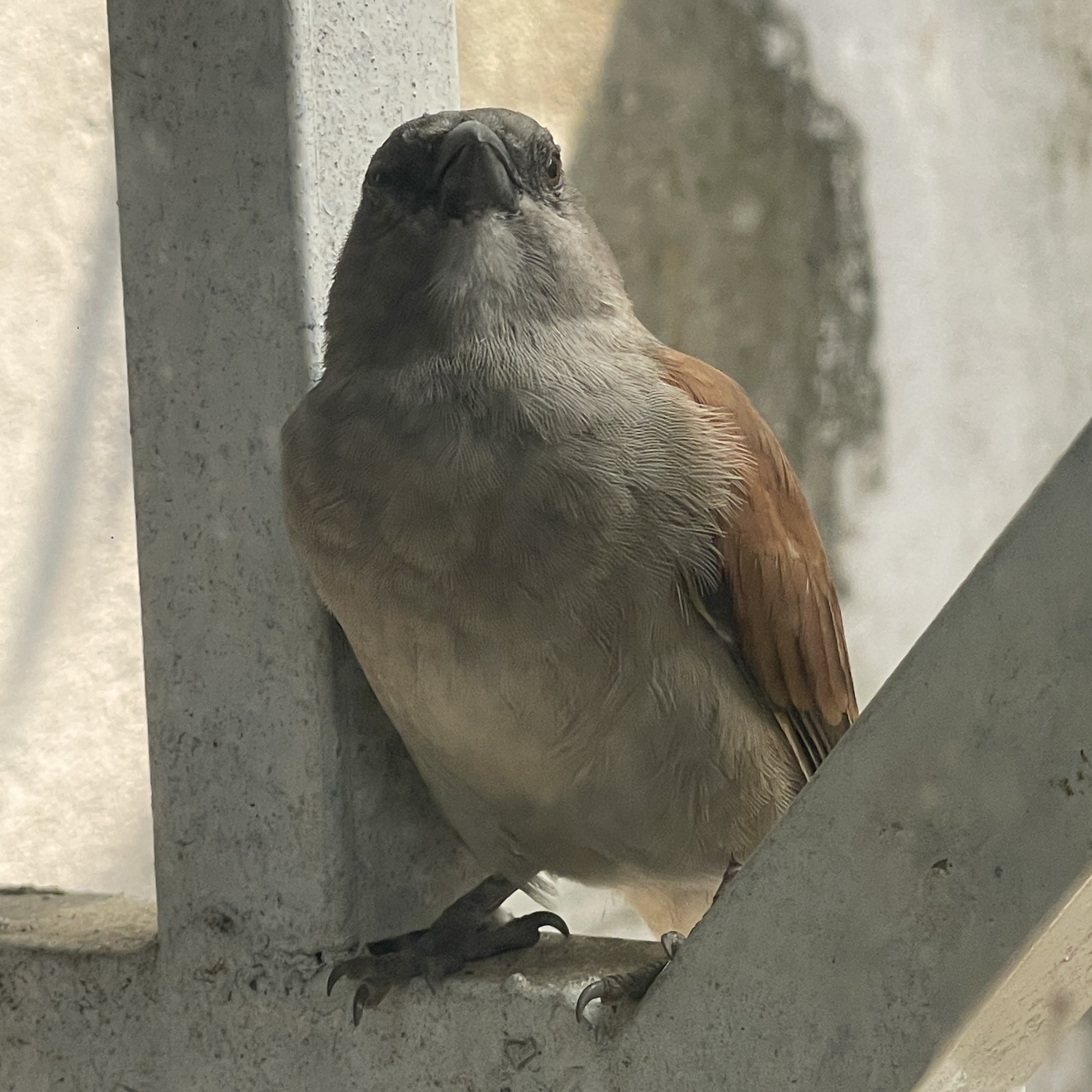
Moineau gris posé sur une grille métallique